# Бауле (река)
Бауле (фр. Le Baoulé) — река в Мали, приток Бакоя.

## География
Бауле начинается из источника к западу от Бамако, течёт на север, затем делает петлю, поворачивает на восток-юго-восток и впадает в Бакой около коммуны Тукото в области Каес и является частью бассейна Сенегала. Длина реки составляет ок. 500 км.
На языках манден Балуе означает «Красная река», Бакой — «Белая река», а Бафинг — «Чёрная река».
В местности, где река делает петлю, меняя направление с северного на восточное, расположен единственный Национальный парк Мали Букль-дю-Бауле («петля Бауле»).

## Гидрография
Гидрографические характеристики реки наблюдались в течение 39 лет с 1952 по 1990 годы на станции Бугуда у впадения Бауле в Бакой.
Среднегодовой сток, наблюдавшийся в течение этого периода в устье реки, составлял 64 м³/с для водосборного бассейна ок. 65 000 км², что составляет полный водосбор Бауле.
Бакой — умеренно полноводный, но крайне нерегулярный поток с длительными периодами полного высыхания с декабря до мая. Среднемесячный расход, наблюдаемый в апреле-мае (минимальный низкий расход), достигает 0,1 м³/с, что в 3000 раз меньше, чем средний расход в сентябре, что свидетельствует о значительной сезонной неравномерности.